# Bob Haggart
Bob Haggart, född 13 mars 1914 i New York, död 2 december 1998 i Venice, Florida, var en amerikansk dixieland jazz-basist mest känd för sitt arbete med Bob Crosby och Yank Lawson. Han hjälpte också till att skriva och arrangera sånger som "What's New?", "South Rampart Street Parade", "My Inspiration", och "Big Noise from Winnetka".